# Костел Святого Станіслава (Кременець)
Костел Святого Станіслава в Кременці — культова споруда, Римсько-католицької церкви, пам'ятка архітектури місцевого значення в місті Кременці Кременецької громади Кременецької району Тернопільської области України.

## Відомості
У 1857 році споруджено і освячено мурований парафіяльний храм коштом парафіян та уряду за проєктом Жана Тома де Томона. 1908 році виконано поліхромію святині та встановлено чеські вітражі.
Під час боротьби з релігією в радянський період храм не зачиняли.
У 1975 р. за ініціативи настоятеля о. Маркіяна Трофим'яка здійснено реставраційні роботи святині.

## Настоятелі
- о. Маркіян Трофим'як.